# Козенц, Энрико
Энрико Козенц (итал. Enrico Cosenz; 12 января 1820 года, Гаэта — 28 сентября 1898 года, Рим) — итальянский генерал.

## Биография
В 1840 году вступил в неаполитанскую армию, которую покинул в 1848 году, когда принял заметное участие в защите Венеции против австрийцев.
С 21 января 1849 года — профессор артиллерии в Политехнической школе Венеции.
В 1859 году вступил в корпус гарибальдийцев, отличился при Милаццо, и во время диктатуры Гарибальди в Неаполе был военным министром (1860 год).
С 16 марта 1859 года — командир I полка Альпийских стрелков.
В 1861 году поступил на службу в итальянскую армию.
С 22 апреля 1861 года — генеральный инспектор Национальной гвардии Неаполитанской провинции.
С 23 марта по 17 августа 1862 года — префект Бари.
С 27 сентября 1862 года — адъютант Его Величества Короля.
С 22 апреля по 10 мая 1866 года — судья Верховного военного трибунала.
С 3 августа 1882 года по 3 ноября 1893 года — начальник генерального штаба.
Неоднократно избирался в палату депутатов, где примыкал к правым; с 1872 года стал сенатором.
С 24 февраля 1878 года — почётный адъютант Его Величества Короля.
С 5 марта 1882 года — почётный генерал-адъютант Его Величества Короля.

## Награды
- Высший орден Святого Благовещения (11 марта 1890 года)
- Савойский Военный орден:
  - Большой крест (15 ноября 1893 года)
  - Командор (12 июня 1861 года)
  - Офицер (12 июля 1859 года)
- Орден Святых Маврикия и Лазаря:
  - Большой крест (30 мая 1978 года)
  - Великий офицер (21 августа 1862 года)
  - Командор (17 ноября 1860 года)
  - Кавалер (25 марта 1860 года)
- Орден Короны Италии:
  - Большой крест (8 октября 1870 года)
  - Великий офицер (17 февраля 1869 года)
  - Командор (22 апреля 1868 года)
- Маврикианская медаль (1890 год)
- Медаль в память обороны Венеции
- Медаль в память освобождения Сицилии в 1860 году
- Медаль «В память о войнах за независимость»
- Медаль «В память объединения Италии»
- Большой крест ордена Чёрного орла (Пруссия)
- Большой крест ордена Меча (Швеция)
- Большой крест ордена Льва и Солнца (Персия)
- Орден Красного орла (Германия)
- другие награды

## Воинские звания
- Полковник (бригады Феррара — добровольцы, 26 октября 1859 года, а с 25 марта по 27 мая 1860 года — итальянской армии).
- Бригадный полковник (Армия Южной Италии, 1 июля 1860 года)
- Генерал-майор (Армия Южной Италии, 19 июля 1860 года)
- Генерал-лейтенант (Армия Южной Италии, 29 октября 1860 года, а с 30 марта 1862 года в итальянской армии
- С 31 августа 1896 года — в отставке.